# NGC 2791
NGC 2791 is een spiraalvormig sterrenstelsel in het sterrenbeeld Kreeft. Het hemelobject werd op 21 december 1863 ontdekt door de Duitse astronoom Albert Marth.

## Synoniemen
- ZWG 91.33
- NPM1G +17.0249
- PGC 26088